# Prvenstvo Avstralije 1922
Prvenstvo Avstralije 1922 v tenisu.

## Moški posamično
James Anderson :  Gerald Patterson, 6–0, 3–6, 3–6, 6–3, 6–2

## Ženske posamično
Margaret Molesworth :  Esna Boyd, 6–3, 10–8

## Moške dvojice
Jack Hawkes /  Gerald Patterson :  James Anderson /  Norman Peach, 8–10, 6–0, 6–0, 7–5

## Ženske dvojice
Esna Boyd Robertson /  Marjorie Mountain :  Floris St. George /  Lorna Utz, 1–6, 6–4, 7–5

## Mešane dvojice
Esna Boyd Robertson /  Jack Hawkes :  Lorna Utz /  Harold Utz, 6–1, 6–1